# 上部消化管出血
上部消化管出血（じょうぶしょうかかんしゅっけつ）は、食道、胃、十二指腸からの出血のことである。症状には、吐血、黒色便、腹痛、立ちくらみなどがあげられる。合併症には、ショックや貧血などがあげられる 。
原因には、消化性潰瘍、胃炎、静脈瘤、胃がん、マロリー・ワイス裂傷、血管奇形などがあげられる。危険因子には、抗凝固薬、アスピリン、NSAIDs、ヘリコバクター・ピロリ、腎不全、肝疾患、出血の既往歴があげられる。診断は、多くの場合、全血球計算（CBC）、尿素窒素（BUN）、内視鏡によって確認される。
治療には輸血を含む静脈内補液が必要になる場合がある。一般的にプロトンポンプ阻害剤が投与される。状態が不安定な患者には24時間以内に内視鏡検査を行うことが勧められ、それまでにさまざまな方法で出血を止めることができる。静脈瘤のある患者には、オクトレオチドが使用される場合がある。トラネキサム酸が有用であるかは不明である。その他の治療には、塞栓術や手術があげられる。約15％の患者に出血が再発する。
上部消化管出血は、年間10,000人あたり約5人〜15人が罹患する。高齢者はより一般的に発生する。上部消化管出血は、消化管出血の症例の50％以上を占めている。死亡率は2〜10％である。